# UX Lyncis
UX Lyncis eller HD 77443, är en ensam stjärna belägen i den södra delen av stjärnbilden Lodjuret ca 3° söder om 10 Ursae Majoris. Den har en genomsnittlig skenbar magnitud av ca 6,70 och är mycket svagt synlig för blotta ögat där ljusföroreningar ej förekommer. Baserat på parallax enligt Gaia Data Release 2 på ca 3,60 mas, beräknas den befinna sig på ett avstånd på ca 900 ljusår (ca 280 parsek) från solen. Den rör sig bort från solen med en heliocentrisk radialhastighet på ca 39 km/s.

## Egenskaper
UX Lyncis är en vit till röd jättestjärna av spektralklass M3 III eller M6 III. Den är en åldrande röd jätte på den asymptotiska jättegrenen som har förbrukat förrådet av både väte och helium i dess kärna och sedan kylts och expanderat. För närvarande har den 128 gånger solens radie, vilket motsvarar 0,60 AE eller 60 procent av avståndet från solen till jorden. I genomsnitt har den en utstrålning av energi motsvarande ca 1 766 gånger solens från dess svällda fotosfär vid en effektiv temperatur av ca 3 300 K. Observationer av infraröd strålning visar få eller inga bevis på ett syrerikt stoftskal kring stjärnan.

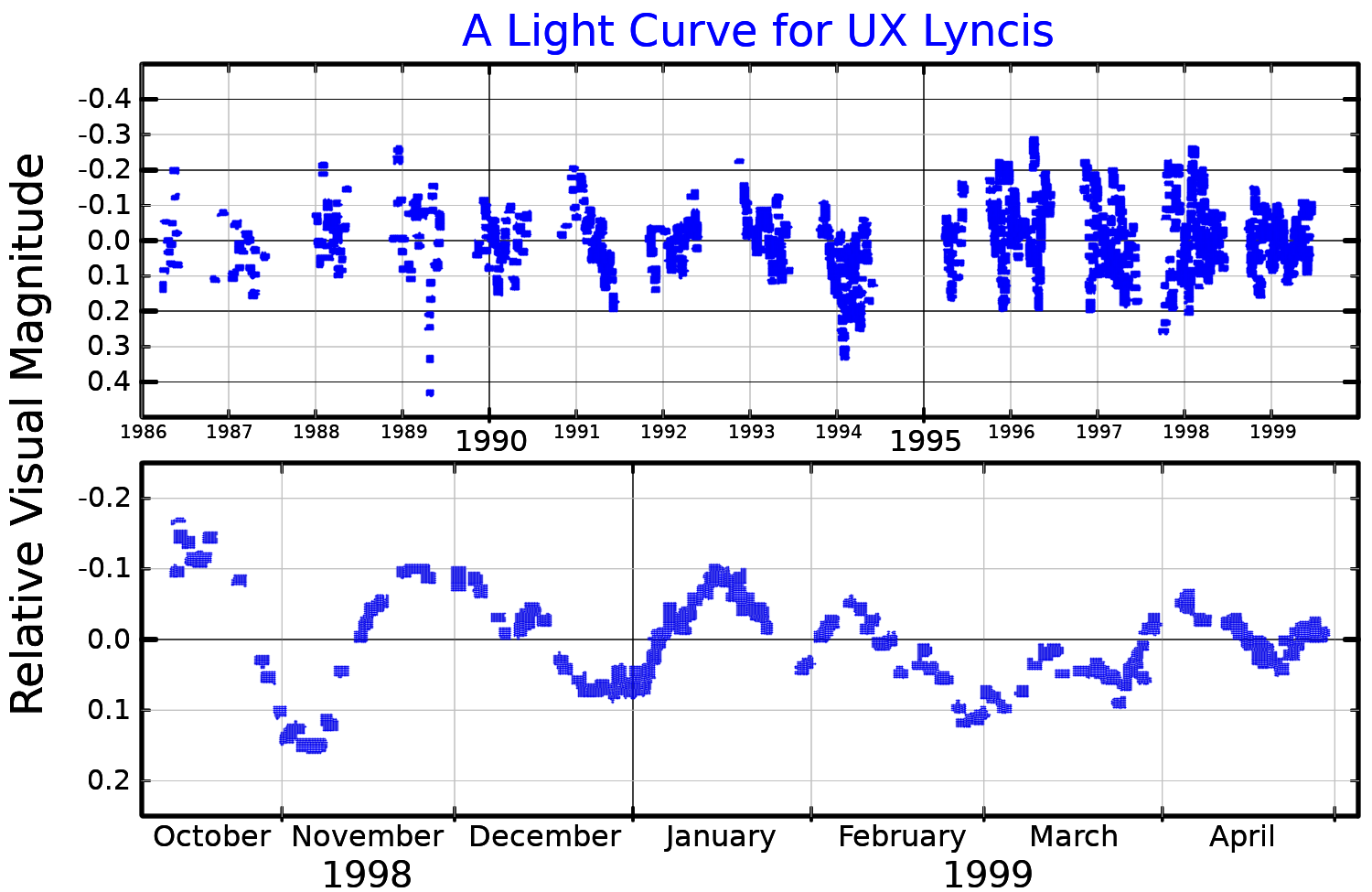
Ljuskurva i visuella bandet för UX Lyncis. Det övre diagrammet visar variationen över en period av år, och den nedre kurvan visar variationen över en period av månader. Anpassad från Percy och Wilson (2001)

Variabiliteten hos UX Lyncis rapporterades av R.L. Walker 1970 från US Naval Observatory. Den har klassificerats som en halvregelbunden variabel som varierar från magnitud 6,6 ner till 6,78. Dess förändringar i ljusstyrka är komplexa, med en kortare period på 37,3 dygn på grund av stjärnans pulseringar, och en längre period på 420 dygn, möjligen på grund av stjärnans rotation eller konvektivt inducerade termiska oscillerande (COT) läge.   Det finns vissa bevis för en ytterligare svag variation med en 29-dygnsperiod.